# لورانس (مقاطعة براون)
لورانس، مقاطعة براون (بالإنجليزية: Lawrence, Brown County, Wisconsin)‏ هي بلدة تقع بولاية ويسكونسن في الولايات المتحدة. تبلغ مساحتها 41.6 (كم²)، وترتفع عن سطح البحر 202 م، بلغ عدد سكانها 1548 نسمة في عام 2000 حسب إحصاء مكتب تعداد الولايات المتحدة وتصل الكثافة السكانية فيها 38.8 نسمة/كم2.

## وصلات خارجية
- http://www.townoflawrence.org
- The US50 - Cities and Towns in Wisconsin State
- Wisconsin Cities and Towns, Facts, Map, Flag, Colleges, Government, and More